# Kate Reid
Daphne Katherine Reid (* 4. November 1930 in London, England; † 27. März 1993 in Stratford, Ontario) war eine kanadische Schauspielerin.

## Karriere
Im Laufe ihrer Karriere hatte sie zahlreiche Theater-, Film- und Fernsehauftritte in Kanada und den Vereinigten Staaten, sie erwarb sich hierbei einen herausragenden Ruf. Schon früh war sie in Charakterrollen zu sehen; eine ihrer ersten Filmrollen in Dieses Mädchen ist für alle zeigte sie 1966 als Mutter der weniger als acht Jahre jüngeren Natalie Wood.
Dem deutschen Publikum ist Reid hauptsächlich durch ihre Rolle als Linda Loman neben Dustin Hoffman in Volker Schlöndorffs Verfilmung von Arthur Millers Tod eines Handlungsreisenden in Erinnerung, die sie mit der gleichen Besetzung auch am Broadway gespielt hatte. Beeindrucken konnte sie außerdem als kauzige Wissenschaftlerin in dem Science-Fiction-Film Andromeda – Tödlicher Staub aus dem All aus dem Jahr 1971.
1974 wurde sie im Rang eines Officers in den Order of Canada aufgenommen. Kate Reid starb 1993 im Alter von 62 Jahren an einem Gehirntumor.

## Filmografie (Auswahl)
- 1952–1961: General Motors Theatre (Fernsehserie, 25 Folgen)
- 1957: A Dangerous Age
- 1966: Dieses Mädchen ist für alle (This Property Is Condemned)
- 1969: Der beste Tanzbodengeiger von Calabogie bis Kaladar (The Best Damn Fiddler from Calabogie to Kaladar)
- 1971: Andromeda – Tödlicher Staub aus dem All (The Andromeda Strain)
- 1971: Columbo: Mord unter sechs Augen (Dead Weight, Fernsehreihe)
- 1972–1975: The Whiteoaks of Jalna (Fernsehserie, 5 Folgen)
- 1973: Abenteuer Gold (The Rainbow Boys)
- 1973: Empfindliches Gleichgewicht (A Delicate Balance)
- 1976: Krieg im Frieden (Shoot)
- 1977: Equus – Blinde Pferde (Equus)
- 1979: Unter strengster Geheimhaltung (Plague)
- 1980: Death Ship
- 1980: Atlantic City, USA
- 1980: Killer aus dem Dunkel (Deadly Companion)
- 1982: Am Highpoint flippt die Meute aus (Highpoint)
- 1982–1983: Gavilan (Fernsehserie, 9 Folgen)
- 1982–1986: Dallas (Fernsehserie, 17 Folgen)
- 1983: Agentin mit Herz (Scarecrow and Mrs. King, Folge 1x01 Amandas erster Einsatz)
- 1982–1986: Dallas (Fernsehserie, 17 Folgen)
- 1984: Das Blut der Anderen (Le Sang des autres)
- 1985: Die Himmelsstürmer (Heaven Help Us)
- 1985: Tod eines Handlungsreisenden (Death of a Salesman, Fernsehfilm)
- 1985: Protokoll einer Hinrichtung (The Execution of Raymond Graham, Fernsehfilm)
- 1986: Morningstar/Eveningstar (Fernsehserie, 7 Folgen)
- 1986: Fire with Fire – Verbotene Leidenschaft (Fire with Fire)
- 1986: Frohe Weihnachten, Mrs. Kingsley (Christmas Eve, Fernsehfilm)
- 1988: Sweethearts Dance – Liebe ist mehr als ein Wort (Sweet Hearts Dance)
- 1989: CBS Summer Playhouse (Fernsehserie, Folge 3x07 Curse of the Corn People)
- 1989: Erben des Fluchs (Friday the 13th: The Series, Fernsehserie, Folge 3x09)
- 1990: Das Leben ist schön (The Last Best Year, Fernsehfilm)
- 1991: Getäuscht (Deceived)
- 1992: Power Play – In den Fängen der Macht (Teamster Boss: The Jackie Presser Story, Fernsehfilm)
- 1993: Heart to Kill (Murder in the Heartland, Miniserie)